# Meiatermes cretacicus
Meiatermes cretacicus (лат.) — ископаемый вид термитов рода Meiatermes, из клады Euisoptera. Обнаружен в меловых отложениях Crato Formation, Araripe Basin (Бразилия, меловой период). Один из самых древних видов термитов.

## Описание
Мелкие ископаемые термиты, длина тела без крыльев около 7 мм, ширина 2,7 мм. Длина головы 1,9 мм, ширина 1,7 мм. Длина переднего крыла 8 мм. Вид Meiatermes cretacicus известен по отпечаткам имаго крылатой особи из раннемеловой формации Крато, бассейн Арарипи, северо-восток Бразилии (Chapada do Araripe, около Nova Olinda, юг штата Ceara, нижний мел, сантана — верхний апт, Crato Formation, около 120 млн лет). Новый таксон по многим характеристикам подобен другим термитам из бассейна Арарипе и примитивным термитам из испанского янтаря. Округлая голова и переднеспинка, Y-образная линия, жилки Sc, R, Rs и M, более сильно склеротизированные, чем у CuA, множественные Rs-ветви и хорошо развитая CuA, являются общими чертами самых базальных групп термитов, принадлежащих к Meiatermes. Мезозойская летопись бассейна Арарипе включает шесть видов термитов. Вид Meiatermes cretacicus, был впервые описан в 2022 году бразильскими палеонтологами. В пределах Meiatermes вид M. cretacicus от M. araripena можно отличить по меньшей длине тела, заднему краю переднеспинки без медиальной вогнутости и церкам коротким, трехчленным, примерно такой же длины. Он также отличается от M. bertrani тем, что Sc оканчивается на костальном крае около трети длины крыла (у большинства представителей M. bertrani ближе к половине длины крыла), R1 простая, без ответвлений. В то время как M. cretacicus имеет три членика в церках, у M. hariolus их пять. Систематическая позиция Meiatermes остаётся неясной. Первоначально включали в Hodotermitidae, но в 2013 и позднее при описании вида Meiatermes cretacicus род включён напрямую в кладу настоящих термитов Euisoptera без уточнения семейства.
- †Meiatermes Lacasa-Ruiz & Martinez-Declos, 1986
  - †Meiatermes cretacicus Bezerra et al., 2022